# Баладжі Баджі Рао
Баладжі Баджі Рао (маратхі:ेबाळाजी बाजीराव, 8 грудня 1720 —20 червня 1761) — 7-й пешва держави маратхів у 1740–1761. За його правління держава досягла найбільшого розквіту.

## Життєпис

### Зовнішня політика
Походив з впливового роду Бхаті. Син пешви Баджі Рао I, під орудою якого навчався державній та військовій справам. Після смерті батька у 1740 року успадкував посаду пешви. Він разом із своїм братом Раґханатх Рао протягом 1740-1750-х років здійснили низку походів по всій території Індостану. У 1740 році вступив у конфлікт з родом Бхосле з Нагпура. Втім в подальшому Баладжі баджі зумів зберегти вплив на інші роди маратхів. У 1752–1754 роках разом з родами Холкар та Скіндія діяв проти падишаха Ахмад-шаха Бахадура.
У 1755 році уклав союз з Британською Ост-Індською компанією проти французів та Хайдарабаду. Спільно з британцями захопив володіння Туладжі Ангрії, після чого відновив форт Віджаядург )Ґерію), де поставив саркхелом (адміралом) Анандрао Дулапа. 

У 1758 році вдерся до Майсуру, проте зміг повністю здолати військо на чолі з Гайдар Алі. Разом з тим встановив повний контроль над Карнатаком. 

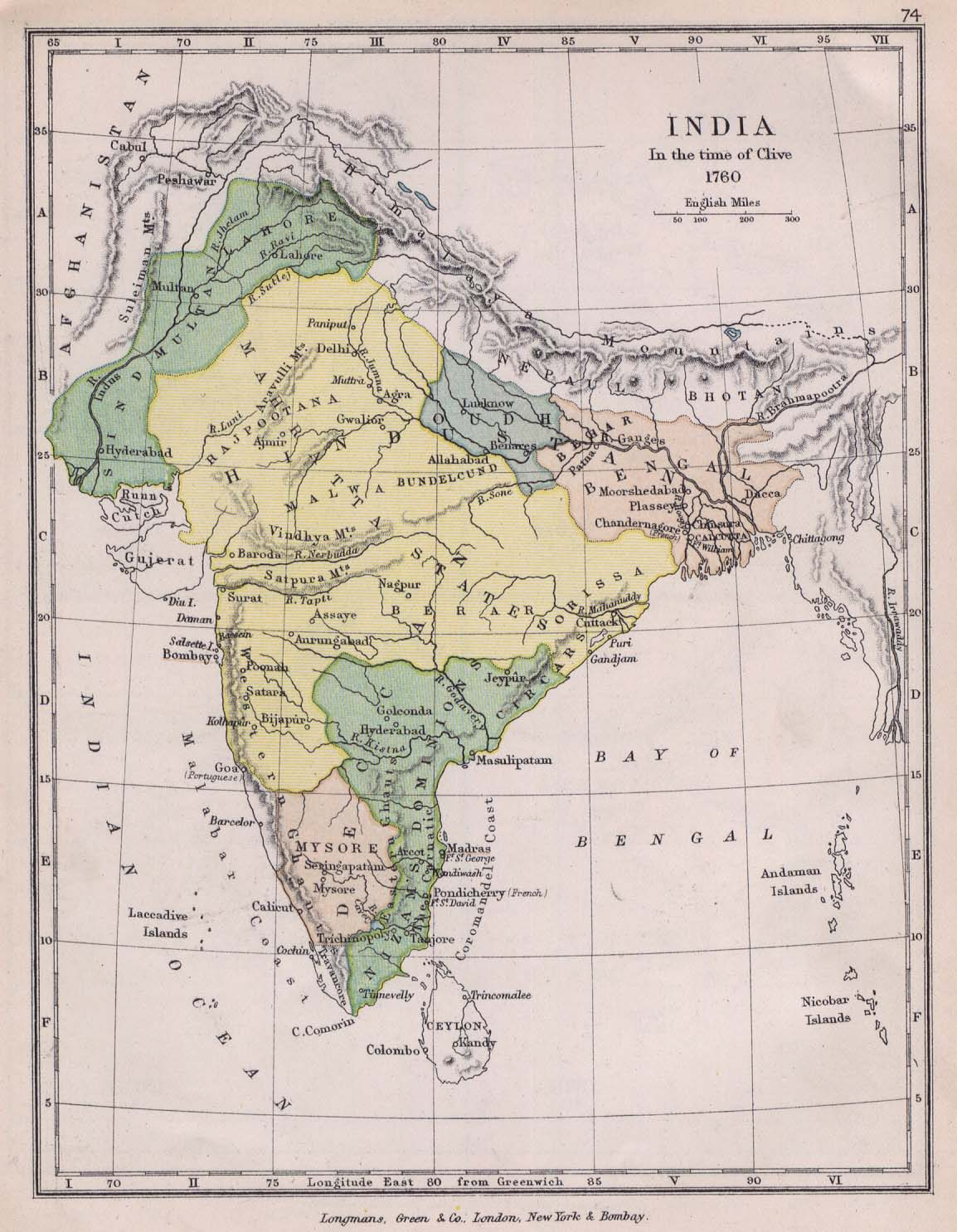
Імперія Маратха у 1760 році

У 1760 році маратхи розбили Сайїда Мухаммад-хана, нізама Хайдарабада. Того ж року захопили північноіндійські землі до Пешавара, захопивши Лахор. Після їх повернення до Декану до Індії вдерся афганець Ахмед-шах Абдалі. У битві при Барарі-Ґхат (неподалік від Делі) афганці розбили Даттоджі Рао Скіндію й захопили Делі.
Баладжі Баджі Рао зумів зібрати усі сили маратхів й спрямувати їх проти цього ворога. афганська армія відступила від делі. Вирішальна битва відбулася 14 січня 1761 року при Паніпаті. тут маратхи зазнали цілковитої поразки. У битві загинув старший син пешви — Вішвас Рао. Невдовзі після цього помер й сам Баладжі Баджі Рао.

### Внутрішня політика
У 1749 році Тара Баї оголосила Рамараджу II сином Шиваджі II, завдяки чому на деякий час перебралася до Сатари. Втім новий правитель виявив самостійність. Тому Тара Баї назвала чхатрапаті Раджараму II самрозванцем. В результаті Рамараджа звернувся по допомогу до Баладжі Баджі Рао, перебравшись до Пуни. Тут у 1750 році було укладено Угоду в Сангалі, згідно якої усі головні посади у державі передавалися прихильникам пешви. З цього часу столицею Імперії Маратха стає пуна, а влада чхатрапаті пеертворилася на номінальну.
Багато уваги приділяв розвитку торгівлі як на самому Індостані, так й з європейськими компаніями. Сприяв розширенню виробництва та експорту готових товарів. Багато зробив для безпеки доріг.
За його правління стрімкими кроками розбудовувалася Пуна, перетворившись у фактичну столицю імперії: зводилися нові райони, храми, будівлі, мости, велике водосховище.

## Родина
Дружина — Ґопіка Баї
Діти:
- Вішвас Рао (1742–1761)
- Мадхав Рао (1745–1772), пешва у 1761–1772 роках
- Нараян Рао (1755-1773), пешва у 1772-1773 роках